# Прах
Вижте пояснителната страница за други значения на Прах.
Прахът е сух, насипен твърд материал, съставен от голям брой фини частици, които могат да се сипят свободно при разклащане или изсипване. Праховете са специален подклас на гранулираните материали, но понятията прах и гранулат понякога се използват за различаване на материалите. В частност прахът е материал с по-малки размери, склонен да се сбива на бучки, а гранулата се отнася за материал с по-големи зърна, които не се събират, с изключение в случаите, когато се омокрят. Частиците, съставящи праха, са прашинки.
В астрономията космически прах се наричат големите струпвания на материя, вероятно прашинки, отломки от по-големи космически обекти, в Космическото пространство.

## Видове прахове
Примери за прахове са кафе, сухо мляко, цимент, козметични прахове, барут, пудра захар, пепел, тонер за копирна машина и много фармацевтични вещества.
Заради важността им, в индустрията, медицината и науката, праховете са изучавани детайлно от химически инженери, физици, геолози и изследователи в други области.

## Механични свойства
Характерно за прахообразните субстанции е, че те могат да се сбиват или разрохкват в широки граници на насипната плътност в сравнение със съдържащите по-едрите частици гранулати. Когато се складира чрез насипване, прахообразната субстанция може да бъде много лека и рохкава. Чрез виброобработка, притискане или вакуумиране може да стане много плътна и да загуби способността си да се насипва. Насипната плътност на гранулиран материал не може да се променя в някакви забележими граници.

## Транспорт на прахообразни материали
Праховете се транспортират във въздушна среда различно от по-едрия гранулиран материал. Малките частици на праха имат малък инерционен момент спрямо увличащата сила на газовия поток, който я носи и затова тя се движи с потока вместо да се движи по права линия на инерционните сили. Поради тази причина прахообразните материали са опасни поради възможността да бъдат инхалирани от хората. Малките частици могат безпрепятствено да преминат пътя до белите дробове и не могат да бъдат издишани. Сериозни, е неизлечими и необратими, и понякога фатални болести като силикозата (и други различни пневмокониоза) са резултат от работата с определени прахообразни материали, и използване на не достатъчно надеждни респиратори.

## Пожароопасност при праховете
Много стандартни прахове са запалими: специално метални прахове и органични прахове като брашното. Тъй като прахообразните материали имат много голяма специфична повърхност, те могат да се запалят експлозивно. Затова предприятия като промишлени мелници за брашно трябва да бъдат съответно осигурени срещу пожари.